# 아시안 하이웨이 65호선

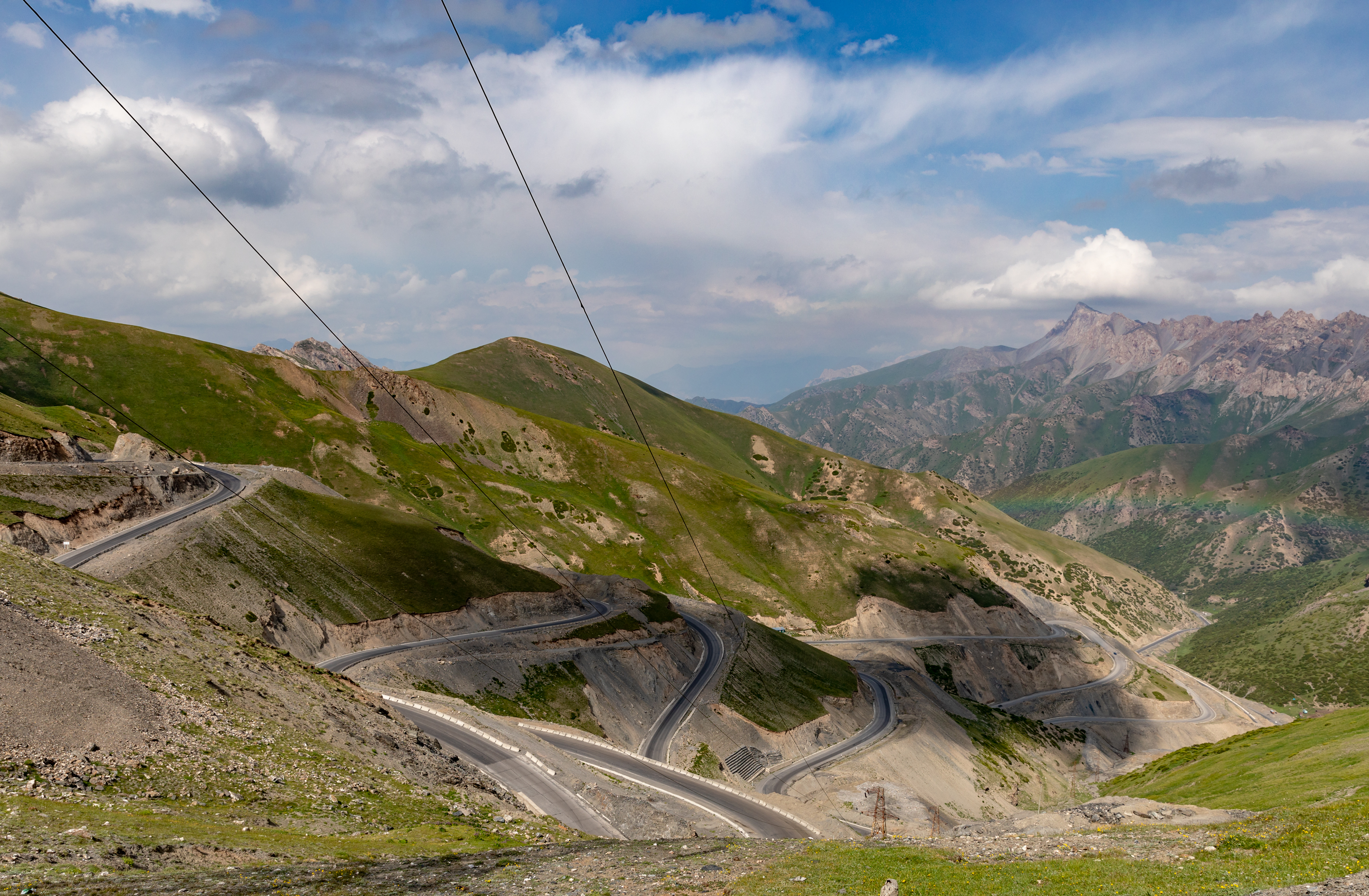
키르기스스탄의 탈디크 패스를 종단하고 있는 아시안 하이웨이 65호선.

아시안 하이웨이 65호선(AH65, )은 중화인민공화국의 카스시에서 출발하여 중간에 키르기스스탄을 거쳐 타지키스탄을 지나 우즈베키스탄의 테르메스까지 이어주는 총 연장 1,250km의 거리를 가진 아시안 하이웨이 노선망이다. 그러나 이 도로는 유럽 고속도로 60호선(E60)과 직접 접촉한 것으로 알려져 왔다.

## 주요 경유지

### 중화인민공화국
- 카이 고속공로(중국어판) : 카스시 - 우차현

### 키르기스스탄
- ЭМ-02 도로 : 이르케시탐(영어판) - 사루이-타시 - 오시
- ЭМ-03 도로 : 사루이-타시 - 카라마이크(영어판)

### 타지키스탄
- 카라마이크(영어판) - 바흐다트  - 두샨베 - 투르순조다

### 우즈베키스탄
- 데나우 - 테르메스